# 다대로
다대로(Dadae-ro St., 多大路)는 부산광역시 사하구 당리동 당리주민센타사거리와 신평동 을숙도대교 교차로(66호 광장)을 잇는 부산광역시의 도로이다. 다대포항을 거치기 때문에 기점과 종점을 가기까지 상당히 돌아가게 된다. 전 구간 부산광역시도 제43호선으로 지정되어 있는데 도로명 고시로는 당리동이 기점이고 신평동이 종점이나 부산광역시도 노선 지정 상으로는 그 반대인 신평동이 기점이고 당리동이 종점이다.
과거 이 도로는 동매산업로, 다대로, 강변대로로 구성되어 있었으나 2010년 정부의 새주소 정비사업을 통하여 본 도로명으로 통일되었다. 또한 과거 다대로는 사하구 괴정동에서 출발하여 다대포해수욕장에서 끝났으나 마찬가지로 새주소 정비사업을 통하여 괴정 ~ 신평 구간은 사하로, 을숙도대로와 장림로로 분리되었다.

## 주요 경유지
부산광역시
- 사하구

## 노선
이 도로는 부산광역시도와 도로명고시 상 기점이 종점이 서로 반대이다. 여기서는 편의를 위해 도로명고시 기준 기점 및 종점으로 작성되었다.
| 이름                                           | 접속 노선                                                           | 소재지     | 소재지 | 비고 |
| ---------------------------------------------- | ------------------------------------------------------------------- | ---------- | ------ | ---- |
| 당리주민센타사거리                             | 국도 제2호선 국도 제77호선 부산광역시도 제10호선 (낙동대로)         | 부산광역시 | 사하구 |      |
| 동매교사거리                                   | 괴정로                                                              | 부산광역시 | 사하구 |      |
| 배고개사거리                                   | 부산광역시도 제1003호선 (장평로)                                    | 부산광역시 | 사하구 |      |
| 강동병원앞 교차로                              | 신산로                                                              | 부산광역시 | 사하구 |      |
| 사하경찰서사거리                               | 부산광역시도 제66호선 (을숙도대로)                                  | 부산광역시 | 사하구 |      |
| 장림전화국사거리                               | 장림로                                                              | 부산광역시 | 사하구 |      |
| 장림삼거리                                     | 장림번영로                                                          | 부산광역시 | 사하구 |      |
| (이름 없음)                                    | 다대로320번길                                                       | 부산광역시 | 사하구 |      |
| (성보냉장)                                     | 부산광역시도 제1003호선 (장평로)                                    | 부산광역시 | 사하구 |      |
| 다대2주공삼거리                                | 다송로                                                              | 부산광역시 | 사하구 |      |
| 현대아파트앞 교차로                            |                                                                     | 부산광역시 | 사하구 |      |
| 윤공단앞 교차로                                | 다대동로                                                            | 부산광역시 | 사하구 |      |
| 다대농협사거리                                 | 다대로554번길                                                       | 부산광역시 | 사하구 |      |
| (이름 없음)                                    | 다대동로 윤공단로                                                   | 부산광역시 | 사하구 |      |
| 다대해수욕장 교차로                            | 몰운대1길                                                           | 부산광역시 | 사하구 |      |
| 다대포해수욕장                                 |                                                                     | 부산광역시 | 사하구 |      |
| 기계단지2 교차로                               | 홍티로                                                              | 부산광역시 | 사하구 |      |
| 기계단지1 교차로 자동차부품단지 교차로 보덕1교 |                                                                     | 부산광역시 | 사하구 |      |
| 도금피혁단지 교차로                            | 다대로1066번길                                                      | 부산광역시 | 사하구 |      |
| 장림교                                         |                                                                     | 부산광역시 | 사하구 |      |
| 을숙도대교 교차로 (66호 광장)                  | 부산광역시도 제66호선 부산광역시도 제77호선 (을숙도대로) (강변대로) | 부산광역시 | 사하구 |      |
| 강변대로와 직결                                |                                                                     |            |        |      |

## 주요 건물 및 시설
- 부산강동병원 (부산광역시 사하구 다대로 145)
- 성일여자고등학교 (부산광역시 사하구 다대로 161)
- CJ제일제당 부산공장 (부산광역시 사하구 다대로 210)
- 홈플러스 장림점 (부산광역시 사하구 다대로 225)
- 장림파출소 (부산광역시 사하구 다대로 239)
- 탑마트 장림점 (부산광역시 사하구 다대로 296)
- 다대초등학교 (부산광역시 사하구 다대로 499)
- 다대동우체국 (부산광역시 사하구 다대로 535)
- 다대119안전센터 (부산광역시 사하구 다대로 612)